# Charles Vanden Wouwer
Charles Joseph Vanden Wouwer (ur. 7 września 1916 w Teignmouth  – zm. 1 czerwca 1989) – belgijski piłkarz grający na pozycji napastnika. W swojej karierze rozegrał 8 meczów w reprezentacji Belgii i strzelił 2 gole.

## Kariera klubowa
Przez całą swoją karierę piłkarską Vanden Wouwer grał w klubie Beerschot Antwerpia. Zadebiutował w nim w 1933 roku. W sezonach 1937/1938 i 1938/1939 wywalczył z nim dwa mistrzostwa Belgii. W 1950 roku zakończył w Beerschocie swoją karierę.

## Kariera reprezentacyjna
W reprezentacji Belgii Vanden Wouwer zadebiutował 30 stycznia 1938 roku w przegranym 3:5 towarzyskim meczu z Francją, rozegranym w Paryżu. W 1938 roku został powołany do kadry na mistrzostwa świata we Francji. Na nich rozegrał jeden mecz, z Francją (1:3). Od 1938 do 1940 roku rozegrał w kadrze narodowej 8 meczów i strzelił w nich 2 gole.